# Lee Addy
Pour les articles homonymes, voir Addy.
Lee Addy, né le 7 juillet 1990, est un footballeur international ghanéen. Il évolue actuellement au FK Čukarički Stankom dans le championnat national serbe au poste de défenseur central. 

## Carrière

### En club
Il est transféré en Europe lors du mercato d'été 2010 dans le club serbe de l'Étoile rouge de Belgrade.
Le 4 janvier 2012, Lee Addy s'engage pour une durée de 3 ans avec le club chinois du Dalian Aerbin, récemment promu en première division. Il est transféré pour environ 1,5 million d'euros.

### En sélection
Addy est sélectionné pour la première fois pour un match amical contre l'Argentine. 
Il fait partie des 23 joueurs ghanéens sélectionnés pour participer à la Coupe du monde 2010.

## Distinction personnelle
- 2013 et 2014 : Championnat de Croatie
- 2009 : Meilleur défenseur du championnat du Ghana[2].